# くだまつ健康パーク
くだまつ健康パーク（くだまつけんこうパーク）は、山口県下松市平田にある健康ランドである。

## 概要
温浴施設を中心とした複合レジャー施設となっており、敷地内にはゴルフ場の「くだまつパブリックゴルフ」も併設されている。
2006年（平成18年）に大規模なリニューアルを行った。
運営会社はツルガハマランド株式会社。同社は、JR下松駅南に立地する、ボウリング場を中心とするスポーツ施設「くだまつスポーツセンター」も運営している。

## 主な施設

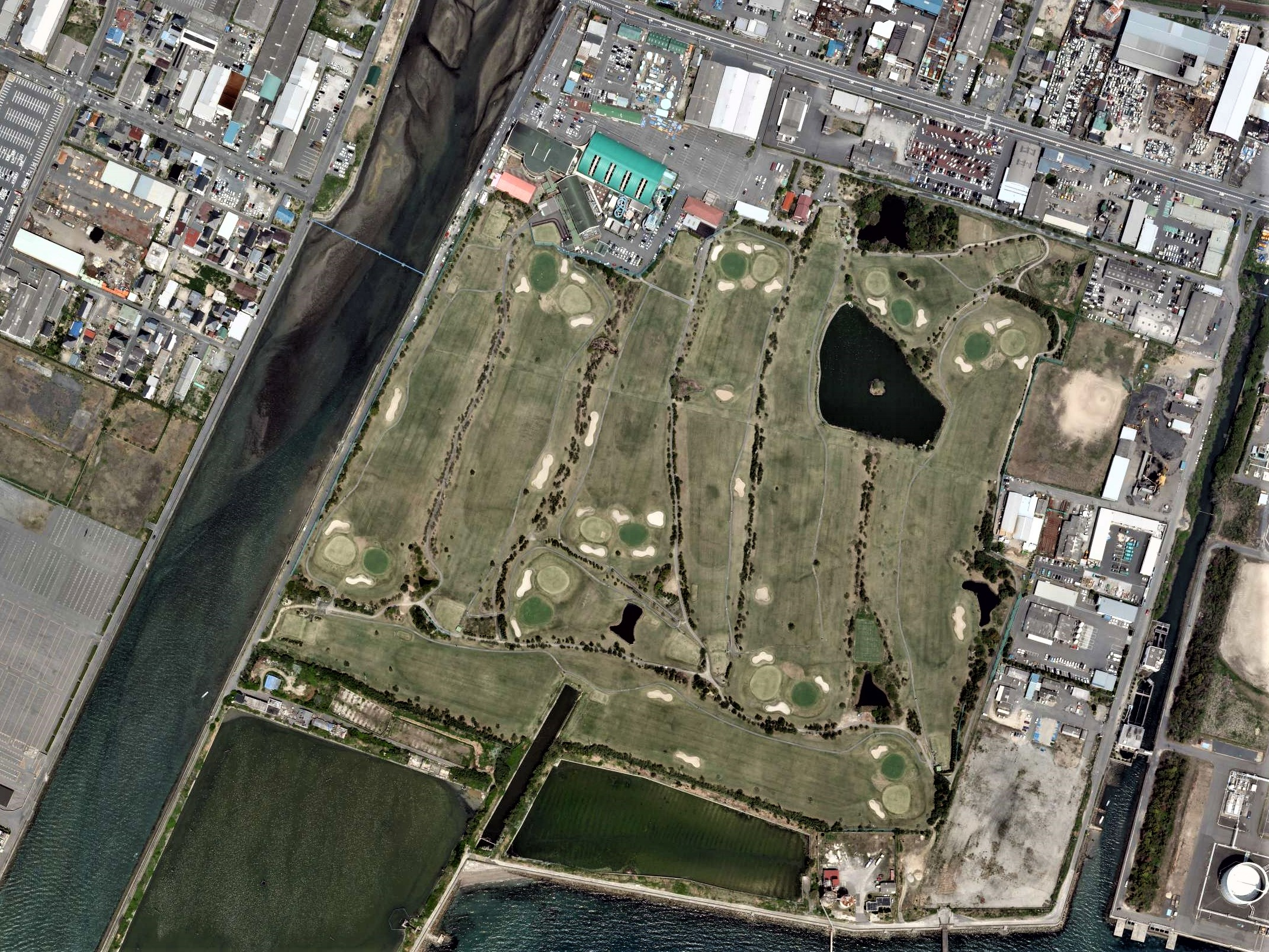
下松パブリックゴルフの空中写真。
2008年4月21日撮影。
。

施設の詳細については公式サイトを参照。
- 温浴施設
  - 天然温泉（鶴ヶ浜温泉）
  - 人工ラジウム温泉（トロン湯）
  - サウナ
  - 岩盤浴 など
- 酸素カプセル
- 手もみ処
- 韓国式あかすり＆エステ
- カイロプラクティック整体
- 休憩処「リクライニングコーナー」
- 休憩処「湯上りサロン」
- 食堂（WA LOUNGE）
- マンガコーナー
- パソコンコーナー
- 展示施設「切手とコインの博物館」
- スポーツプラザ
  - 夏季（7月～8月）はレジャープール、冬季（11月～4月）は屋内スケートリンクとなる。

## 備考
- オリジナルのCMソングを使ったコマーシャルが、山口県内のテレビやラジオで放送されている。過去には広島県でも放映されていた。

## 交通
- 山陽自動車道・徳山東ICより車で約10分。
- 山陽本線・櫛ケ浜駅または下松駅下車、タクシーで約5分。
- 防長交通バス・下松駅～徳山駅（櫛ケ浜経由）線で「下松健康パーク前」下車